# Boker tov adon Fidelman
Pour plus de détails, voir Fiche technique et Distribution.
Boker tov adon Fidelman (בוקר טוב אדון פידלמן) est un film israélien réalisé par Yossi Madmoni, sorti en 2011.

## Synopsis
Une famille tente de sauver son commerce de restauration d'antiquités.

## Fiche technique
- Titre original : בוקר טוב אדון פידלמן, Boker Tov Adon Fidelman (litt. « Bonjour M. Fidelman »)
- Réalisation : Yossi Madmoni
- Scénario : Erez Kav-El
- Musique : Avi Belleli
- Photographie : Boaz Yehonatan Yaacov
- Montage : Ayala Bengad
- Production : Chayim Sharir
- Société de production : Yetzira Ivrit
- Société de distribution : Menemsha Films (États-Unis)
- Pays :  Israël
- Genre : Drame
- Durée : 102 minutes
- Dates de sortie : 
  -  Israël : 25 août 2011

## Distribution
- Henry David : Anton
- Nevo Kimchi : Noah Fidelman
- Ruti Bornstein
- Rami Danon : Malamud
- Ruth Geller
- Israel Sasha Demidov
- Sophia Ostrisky
- Avi Berman
- Akiva Eliash
- Sarah Adler : la femme de Noah
- Yakov Bashiri
- Niv Cohen
- Sasson Gabai : M. Fidelman
- Stephen D. Root : l'avocat
- Shai Sopher
- Avinoam Tsadok
- Asaf Tzur
- Albert Verdazauli
- Pino Weissman
- Helen Yanvovksi

## Distinctions
- Globe de cristal du Festival de Karlovy Vary 2011[1]